# فرودگاه آبی تاندر بی
فرودگاه آبی تاندر بی (به انگلیسی: Thunder Bay Water Aerodrome) یک فرودگاه همگانی است که یک باند فرود آب دارد. این فرودگاه در کشور کانادا قرار دارد و در ارتفاع ۱۸۳ متری از سطح دریا واقع شده است.